# Modibo Keïta (1915–1977)
Modibo Keïta (ur. 4 czerwca 1915 w Bamako, zm. 16 maja 1977 w Kidal) – polityk malijski, pierwszy prezydent Republiki Mali. 

## Życiorys
Działacz niepodległościowy we francuskich posiadłościach w Afryce, współzałożyciel i od 1956 przewodniczący Związku Sudańskiego we francuskim Sudanie Zachodnim; w 1953-1957 deputowany do francuskiego parlamentu. W okresie kolonialnym lider Związku Sudańskiego będącego częścią składową Afrykańskiego Zrzeszenia Demokratycznego.
Od 20 lipca 1960 prezydent niepodległego Mali. Rzecznik współpracy państw afrykańskich, uniezależnienia gospodarki od Francji. Prezydent zadeklarował niezaangażowanie kraju w zimną wojnę i uczestniczył w procesie jednoczenia Afryki - był współzałożycielem Grupy Casablanki (poprzedniczki Organizacji Jedności Afrykańskiej. W 1961 roku dołączył do Unii Afrykańskich Stanów tworzonej przez Ghanę i Gwineę, Mali należała do federacji do 1962 roku. W tym samym roku wsparł Algierczyków toczących wojnę z francuskimi kolonialistami i zażądał natychmiastowego wyjazdu wojsk francuskich stacjonujących w Mali. Rządy Keïty inspirowane były socjalizmem, prezydent starał się zbudować system społeczności socjalistycznych na wsi (miało to promować tzw. „zbiorowe rolnictwo”), zmonopolizował handel zagraniczny, wprowadził przedsiębiorstwa państwowe, przejął kontrolę nad lokalnym handlem oraz ograniczał rolę tradycyjnych przywódców plemiennych. Keïta nawiązał bliższe relacje z ZSRR, utrzymując przy tym dobre relacje z Zachodem. W latach 1962-64. trwała rebelia Tuaregów. Tuaregowie, zarzucający malijskim władzom i czarnoskórym mieszkańcom południa kraju dyskryminację w życiu społecznym i politycznym, dążyli do utworzenia własnego państwa lub co najmniej uzyskania szerokiej autonomii na drodze walki zbrojnej. W 1968 roku doszło do wojskowego zamachu stanu przeprowadzonego przez Moussa Traoré. W wyniku puczu Keïta został odsunięty od władzy.